# Skënder Luarasi
Skënder Luarasi (ur. 19 stycznia 1900 we wsi Luaras, okręg Kolonja, zm. 27 kwietnia 1982 w Tiranie) – albański pisarz, dziennikarz i działacz narodowy.

## Życiorys
Był synem działacza narodowego Petro Nini Luarasiego i Lino z d. Sevo. Ukończył naukę w amerykańskim Robert College w Stambule, a następnie wyjechał do USA, gdzie kształcił się w Easton Academy w Springfield (Massachusetts). W latach 1926–1930 odbył studia filozoficzne na Uniwersytecie Wiedeńskim. W Wiedniu rozpoczął działalność w albańskim ruchu narodowym, redagując pismo "Djaleria". Po powrocie do Albanii pracował w szkołach Tirany, Wlory i Szkodry. W 1936 wyjechał do Hiszpanii, gdzie wziął udział w wojnie domowej po stronie republikańskiej. Tam też redagował wspólnie z Petro Marko pismo Vulnetari i lirise (Ochotnik wolności) i przygotowywał programy w języku albańskim dla Radia Barcelona. Okres 1939-1944 spędził w obozach frankistowskich.
W 1945 powrócił do Albanii, gdzie pracował początkowo jako redaktor i tłumacz w wydawnictwie Naim Frasheri, a następnie jako wykładowca uniwersytecki. Był jednym z twórców Instytutu Pedagogicznego i Wydziału Historyczno-Filologicznego na Uniwersytecie Tirańskim.
Pierwsze utwory literackie publikował w 1917 w czasopiśmie "Ylli i mengjesit" (Gwiazda poranka). Pisał dramaty, eseje, wspomnienia, a także prace z zakresu krytyki literackiej. Przetłumaczył na język albański dzieła Walta Whitmana, Williama Shakespeare'a i George'a Byrona.
Imię Luarasiego nosi ulica w zachodniej części Tirany (dzielnica Komuna e Parisit) i średnia szkoła techniczna w Suharece.

## Dzieła
- 1932: Agimi i lirise (Świt wolności, dramat)
- 1934: Kolonel Thomson (Pułkownik Thomson)
- 1936: Literatura moderne ne Shqiperi (Literatura współczesna w Albanii)
- 1961: Fjale shqipe (Słowo albańskie)
- 1968: Skenderbeu ne letersine angleze (Skanderbeg w literaturze angielskiej)
- 1972: Stuhi në prill (Kwietniowa burza, dramat)
- 1996: Në Brigadat Internacionale në Spanjë (W Brygadach Międzynarodowych w Hiszpanii), opr. Irena Toçi
- 2007: Tri jetë: Koloneli Tomson, Ismail Qemali, Isa Buletini, opr. Angjelina Ceka